# 広島県道407号徳市津口線
広島県道407号徳市津口線（ひろしまけんどう407ごう とくいちつくちせん）は、広島県世羅郡世羅町を通る一般県道である。

## 概要
世羅郡世羅町大字徳市から世羅郡世羅町大字津口に至る。

### 路線データ
- 起点：世羅郡世羅町大字徳市（広島県道56号府中世羅三和線交点）
- 終点：世羅郡世羅町大字津口（広島県道52号世羅甲田線交点）
- 総延長：約7.4 km

## 歴史
- 1996年（平成8年）4月25日 - 広島県告示第469号により認定される。

## 地理

### 通過する自治体
- 世羅郡世羅町

### 交差する道路
| 交差する道路                          | 交差する場所 | 交差する場所 |
| ------------------------------------- | ------------ | ------------ |
| 広島県道56号府中世羅三和線            | 大字徳市     | 起点         |
| 世羅広域農道 / 世羅高原ふれあいロード | 大字黒渕     |              |
| 広島県道52号世羅甲田線                | 大字津口     | 終点         |

### 沿線
- 目谷ダム
- せら夢公園
- グリーンパーク弘楽園